# تايجيرو كوروتا
تايجيرو كوروتا (باليابانية: 栗田 泰次郎) (3 مارس 1975 في شيزوكا في اليابان – )؛ هو لاعب كرة قدم ياباني سابق كان يلعب كلاعب وسط.

## وصلات خارجية
- تايجيرو كوروتا على موقع رابطة كرة القدم اليابانية للمحترفين (اليابانية)
- تايجيرو كوروتا على موقع عالم كرة القدم.نت (الإنجليزية)